# Ranspach-le-Bas
Ranspach-le-Bas település Franciaországban, Haut-Rhin megyében. Lakosainak száma 632 fő (2022. január 1.). Ranspach-le-Bas Kappelen, Helfrantzkirch, Ranspach-le-Haut, Michelbach-le-Haut, Michelbach-le-Bas és Attenschwiller községekkel határos.

## Népesség
A település népessége az elmúlt években az alábbi módon változott:
| Lakosok száma | 670  | 650  | 660  | 646  | 641  | 635  | 630  | 626  | 632  |
|               | 2013 | 2015 | 2016 | 2017 | 2018 | 2019 | 2020 | 2021 | 2022 |